# Slambaggar
Slambaggar (Georissidae) är en familj av skalbaggar som beskrevs av François Louis Nompar de Caumont de Laporte 1840. Slambaggar ingår i ordningen skalbaggar, klassen egentliga insekter, fylumet leddjur och riket djur.
Familjen innehåller bara släktet Georissus.